# Erechthias charadrota
Erechthias charadrota är en fjärilsart som beskrevs av Edward Meyrick 1880. Erechthias charadrota ingår i släktet Erechthias och familjen äkta malar. Inga underarter finns listade i Catalogue of Life.